# Mistrzostwa Świata w Lekkoatletyce 2009 – pchnięcie kulą kobiet

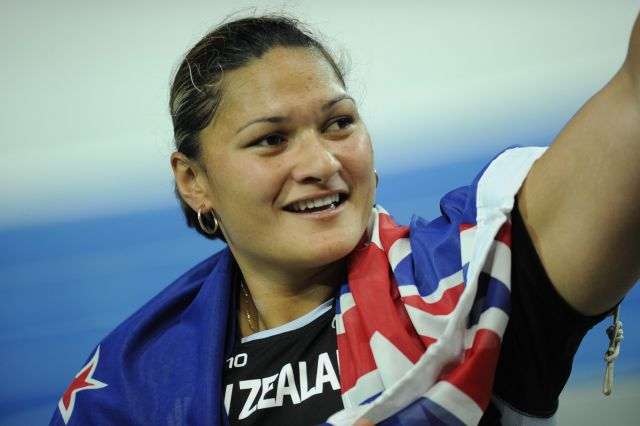
Valerie Vili - mistrzyni świata

Pchnięcie kulą kobiet – jedna z konkurencji rozegranych podczas XII mistrzostw świata w lekkoatletyce.
Wymagane minimum A do udziału w mistrzostwach świata wynosiło 18,20 m, natomiast minimum B - 17,20 m.
Zarówno eliminacje, jak i finał rozegrano na 16 sierpnia 2009.

## Rekordy
W poniższej tabeli przedstawione są rekord świata, rekord mistrzostw świata, rekord Polski oraz rekordy poszczególnych kontynentów z dnia 13 sierpnia 2009 roku.
| Rekord świata                                  | Natalia Lisowska (URS)   | 22,63 m | Moskwa, Związek Radziecki | 07.06.1987 |
| Rekord mistrzostw świata                       | Natalia Lisowska (URS)   | 21,24 m | Rzym, Włochy              | 04.09.1987 |
| Rekord Polski                                  | Ludwika Chewińska (POL)  | 19,58 m | Bydgoszcz, Polska         | 26.06.1976 |
| Rekord Afryki                                  | Vivian Chukwuemeka (NGR) | 18,35 m | Ijebu-Ode, Nigeria        | 17.04.2006 |
| Rekord Ameryki Południowej                     | Elisângela Adriano (BRA) | 19,30 m | Tunja, Kolumbia           | 14.07.2001 |
| Rekord Ameryki Północnej, Środkowej i Karaibów | Belsy Laza (CUB)         | 20,96 m | Meksyk, Meksyk            | 02.05.1992 |
| Rekord Azji                                    | Li Meisu (CHN)           | 21,76 m | Shijiazhuang, Chiny       | 23.04.1988 |
| Rekord Australii i Oceanii                     | Valerie Vili (NZL)       | 20,69 m | Rio de Janeiro, Brazylia  | 17.05.2009 |

## Rezultaty finału
| Pozycja | Zawodniczka         | Reprezentacja     | #1    | #2    | #3    | #4    | #5    | #6    | Rezultat | Uwagi |
| ------- | ------------------- | ----------------- | ----- | ----- | ----- | ----- | ----- | ----- | -------- | ----- |
| 1       | Valerie Vili        | Nowa Zelandia     | 19.40 | x     | 20.25 | 20.16 | 20.44 | 20.25 | 20.44    |       |
| 2       | Nadine Kleinert     | Niemcy            | 20.06 | 19.52 | 20.20 | 19.61 | x     | x     | 20.20    | PB    |
| 3       | Gong Lijiao         | Chiny             | 19.69 | 19.89 | 19.68 | 19.75 | x     | x     | 19.89    | PB    |
| 4       | Natalla Michniewicz | Białoruś          | 19.66 | X     | 19.27 | 19.51 | x     | x     | 19.66    |       |
| 5       | Anna Avdeyeva       | Rosja             | 18.66 | 18.78 | 19.48 | 19.66 | x     | x     | 19.66    |       |
| 6       | Michelle Carter     | Stany Zjednoczone | x     | 18.93 | 18.96 | x     | 18.30 | x     | 18.96    |       |
| 7       | Li Meiju            | Chiny             | 18.76 | 18.35 | 18.66 | x     | x     | x     | 18.76    |       |
| 8       | Misleydis González  | Kuba              | 18.73 | 18.57 | x     | 18.60 | 18.74 | 18.43 | 18.74    |       |
| 9       | Mailín Vargas       | Kuba              | 18.67 | 18.10 | 18.11 |       |       |       | 18.67    |       |
| 10      | Liu Xiangrong       | Chiny             | 18.52 | x     | 16.79 |       |       |       | 18.52    |       |
| 11      | Denise Hinrichs     | Niemcy            | 18.30 | 18.39 | x     |       |       |       | 18.39    |       |
| 12      | Christina Schwanitz | Niemcy            | 17.84 | x     | x     |       |       |       | 17.84    |       |